# ベフナム・セラジ
ベフナム・セラジ（Behnam Seraj、1971年6月19日 - ）は、イランの元サッカー選手。元イラン代表。ポジションはフォワード。

## 来歴
1997年にイラン代表デビュー。出場機会は無かったが1998 FIFAワールドカップのメンバーにも選ばれた。イラン代表で2試合に出場した。

## 代表歴

### 出場大会
- イラン代表
  - 1998 FIFAワールドカップ

### 試合数
- 国際Aマッチ 2試合 0得点（1997年-1998年）[1]

| イラン代表 | 国際Aマッチ | 国際Aマッチ |
| 年         | 出場        | 得点        |
| ---------- | ----------- | ----------- |
| 1997       | 1           | 0           |
| 1998       | 1           | 0           |
| 通算       | 2           | 0           |